# Leyhörn (Schiff)
Die Leyhörn ist ein Mehrzweckschiff für die Schadstoffunfallbekämpfung des Niedersächsischen Landesbetriebs für Wasserwirtschaft, Küsten- und Naturschutz (NLWKN), Betriebsstelle Norden-Norderney. Zur Öl- und Schadstoffunfallbekämpfung steht es dem Havariekommando zur Verfügung.

## Geschichte
Die Leyhörn wurde 2001 unter der Baunummer 9150 auf der Fassmer-Werft in Berne/Motzen gebaut. Die Kiellegung des Schiffes fand am 20. Februar, der Stapellauf am 25. April 2001 statt. Die Fertigstellung erfolgte im Oktober 2001. Das Schiff ist nach der gleichnamigen Halbinsel benannt.

## Technische Daten
Das Schiff wird von zwei Zwölfzylinder-Viertakt-Dieselmotoren mit jeweils 375 kW Leistung angetrieben, die auf zwei Festpropeller wirken. Es erreicht damit eine Geschwindigkeit von bis zu 11 kn. Im Bug des Schiffes befindet sich ein Kegeljet als Querstrahlsteueranlage.
Die Decksaufbauten sind im vorderen Bereich des Schiffes angeordnet. Dahinter befindet sich ein etwa 144 m² großes Arbeits- und Ladungsdeck. Am Heck des Schiffes befindet sich eine Rampe, über die z. B. Arbeitsgerät an Bord gebracht werden kann. Weiterhin ist das Schiff mit einem Bordkran ausgerüstet, der hinter dem Deckshaus installiert ist.
Zur Bekämpfung von Ölunfällen ist das Schiff mit einem Bürstensystem zur Ölaufnahme ausgerüstet. Darüber hinaus verfügt es über eine Explosions-Schutzausrüstung und eine Gaswarnanlage sowie weitere Spezialausrüstung für die Öl- und Schadstoffunfallbekämpfung, die sich ständig an Bord befindet.

## Einsatz
Die Leyhörn erfüllt im Alltag überwiegend Transportaufgaben im Insel- und Küstenschutz. So wird das Schiff beispielsweise häufig für den Transport von Fahrzeugen für die Deichunterhaltung auf den ostfriesischen Inseln, aber auch für die Entsorgung der Müllcontainer eingesetzt. Da das Schiff trockenfallen kann, kann die Heckrampe auch unabhängig von Hafenanlagen genutzt werden. Der Einsatzradius des Schiffes beträgt 700 Seemeilen.
Zur Ölbekämpfung können die an Bord installierten Ausleger-Ölsperren mit einer Länge von jeweils 7,5 Metern auf jeder Seite ausgefahren werden, so dass sich mit der Schiffsbreite eine Aufnahmebreite von rund 23 Metern ergibt. Über die Ölsperren wird auf dem Wasser befindliches Öl einem Bürstensystem zugeführt. Das mit vier rotierenden Bürstenscheiben je Schiffsseite ausgerüstete System nimmt das Öl von der Wasseroberfläche auf. Über Pumpen wird es in die dafür verfügbaren Ladetanks befördert. Auf diesem Wege können bis zu 80 Kubikmeter Öl je Stunde und Schiffsseite abgeschöpft werden. Das System funktioniert bis zu einer Wellenhöhe von 1,5 Metern.